# Тревизо (провинция)
Треви́зо (итал. Provincia di Treviso, вен. Provincia de Trevixo) — провинция в Италии, в области Венето. Столицей является город Тревизо. Занимает площадь в 2479,83 км² с общей численностью населения 887 645 человек (по состоянию на 2014 год).

## История и этимология
Название провинции, как и города Тревизо, происходит, вероятно, от названия кельтского племени, населявшего эту местность во времена Римской империи. Провинция также носит неофициальное название «марка тревиджиана» — тревизская марка (La Marca Trevigiana).
Провинция Тревизо была основана кельтами, но стала процветать при правлении римлян до подчинения гуннам, остготам и Ломбардии. Во время римского правления провинция называлась Тарвизиум (Tarvisium). Во время Первой мировой войны провинция сильно пострадала от австрийской армии.

## География
Провинция граничит с Беллуно на севере, городом Виченца на западе, Падуей на юго-западе, Венецией на юго-востоке и областью Фриули — Венеция-Джулия на востоке.
Через провинцию протекает река Пьяве, тогда как река Силе и её приток Боттенига проходят через саму столицу.
На территории провинции находится пик Монтелло, а также альпийское плато Кансильо. Буковый лес, растущий на этом плато, использовали ещё дожи Венеции в изготовлении кораблей и гондол, поэтому его называли «Bosco della Serenissima» — «лес Светлейшей».

## Административное деление
С общим населением в почти 0,9 млн человек провинция подразделяется на 95 коммун. Наиболее крупными по численности населения (по состоянию на 31 декабря 2010 года) являются:
| Коммуна                 | Население, чел. |
| ----------------------- | --------------- |
| Тревизо                 | 82807           |
| Конельяно               | 35748           |
| Кастельфранко-Венето    | 33740           |
| Монтебеллуна            | 31181           |
| Витторио-Венето         | 28964           |
| Мольяно-Венето          | 28115           |
| Паэзе                   | 21947           |
| Одерцо                  | 20272           |
| Виллорба                | 18044           |
| Преганцьоль             | 17025           |
| Веделаго                | 16678           |
| Ронкаде                 | 14148           |
| Сан-Бьяджо-ди-Каллальта | 13279           |
| Казале-суль-Силе        | 12789           |
| Понцано-Венето          | 12321           |
| Пьеве-ди-Солиго         | 12159           |
| Сузегана                | 12055           |

## Экономика и культура
Провинция имеет процветающую экономику и является важным производителем вина. Одними из основных коммерческих товаров провинции являются мебельная фурнитура, спортивные системы, текстиль, вино, обувь и машинное оборудование.
Важными туристическими достопримечательностями Тревизо являются Barchessa di Villa Pola Pomini, Ca’ Corner della Regina, вилла Барбаро в Мазере  и Вилла Эмо, расположенная близ Веделаго. В муниципалитете Риезе-Пио-X расположен собор Санта Мария Ассунта, а также собор в Кастельфранко-Венето. Rotonda di Badoere в Badoere также является важным культурным объектом. Территории Northern Marca, Конельяно и Вальдоббьядене хорошо известны своими виноградниками. Из-за изменяющихся ландшафтов, Азоло также называют «городом ста ландшафтов».

### Известные персоны
В провинции Тревизо родились: скульптор-классицист Антонио Канова (1757—1822), художник и архитектор Джованни Баттиста Пиранези (1720—1778), художник Джорджоне (1476/1477—1510), Папы римские Бенедикт XI (1240—1304) и Пий X (1835—1914), гуманист, учёный и кардинал эпохи Реформации Алеандер Джироламо, модельер Пьер Карден и легенда мирового футбола Алессандро Дель Пьеро.